# Коптев, Вячеслав Иванович
Вячесла́в Ива́нович Ко́птев (род. 1935) — советский сталевар, Герой Социалистического Труда.

## Биография
Вячеслав Иванович Коптев родился 5 октября 1935 года. В 1953 году он окончил среднюю школу, после чего работал водителем на автобазе «Метростроя». В 1955—1957 годах проходил срочную службу в Советской Армии. Демобилизовавшись, устроился работать на Московский металлургический завод «Серп и Молот» Министерства чёрной металлургии СССР подручным сталевара. С 1969 года работал сталеваром.
Указом Президиума Верховного Совета СССР от 16 января 1981 года за «выдающиеся производственные достижения, досрочное выполнение заданий десятой пятилетки и социалистических обязательств» Вячеслав Иванович Коптев был удостоен высокого звания Героя Социалистического Труда с вручением ордена Ленина и медали «Серп и Молот».
Избирался депутатом Верховного Совета РСФСР 10-го и 11-го созывов. В настоящее время Коптев находится на пенсии, проживает в Москве.
Также награждён рядом медалей.